# Sam Bass
Sam Bass (Mitchell, 21 luglio 1851 – Round Rock, 21 luglio 1878) è stato un criminale statunitense, prendeva soprattutto di mira con varie rapine treni e banche.
Nacque il 21 luglio 1851 nella città di Mitchell (Indiana) e rimase orfano all'età di tredici anni. Nel 1869 andò in Mississippi ma l'anno successivo decise di trasferirsi in Texas. Trasferitosi nel 1871 a Denton (Texas) visse guadagnandosi da vivere come fantino tra il 1874 e il 1876.
Si trasferì senza successo come cercatore d'oro nel Dakota del Sud. Nel 1877, assieme all'amico Joel Collins, iniziò la sua vita da fuorilegge. Costituita una banda, la sera del 18 settembre 1877 i due rapinarono un treno carico d'oro della Union Pacific partito da San Francisco. Fuggirono verso Denton (Texas) con una refurtiva di 60000 $ (divisa tra i sei membri della banda), inseguiti dalle forze di polizia e dall'agenzia investigativa Pinkerton.
Iniziarono quindi a compiere rapine a treni e a banche (fecero anche la prima rapina in una banca texana, ad Allen, rubando 500 $). A inseguirli si aggiunsero anche i Texas Rangers capitanati da Junius Peak. Bass riuscì ad eludere i Ranger ma un membro della sua banda, Jim Murphy, lo tradì scoprendo che il padre era stato imprigionato e avvertendo il Maggiore dei Texas Rangers John B. Jones.
Il piano era di rapinare la banca della contea di Williamson il 19 luglio 1878. Andati in esplorazione furono scoperti dallo sceriffo della città, Caige Grimes. Bass lo uccise ma Grimes riuscì a sparare e un manipolo di poliziotti e rangers irruppero in strada. Fuggendo sui cavalli incominciarono uno scontro a fuoco nel quale un deputato di nome Moore fu mortalmente ferito.
Bass fu colpito nella schiena dal fuoco del ranger George Herold. Lo trovarono il giorno successivo in un pascolo. Morì il 21 luglio del 1878, il giorno del suo 27º compleanno (anche lo sceriffo Grimes era stato ucciso proprio il giorno del suo 27º compleanno). Un membro della banda, di nome Jackson, scampò alla cattura sconfinando in Nuovo Messico. Furono molte le richieste di grazia ma queste furono respinte.
Jim Murphy ritornò a Denton ma visse come un fuori casta, andando spesso in prigione per avere protezione. Fu trovato morto avvelenato e i rangers ritennero che si trattasse di un suicidio (le indagini scagionarono "Rowdy Joe" Lowe, noto fuorilegge locale). A dispetto della breve "carriera", grazie al colpo della Union Pacific, è diventato una leggenda del vecchio west.